# Елізабетта Фіоріні-Маццанті
Елізабетта Фьоріні-Маццанті (італ. Elisabetta Fiorini Mazzanti; 3 червня 1799, Террачина — 23 квітня 1879, Рим) — італійська ботанікиня, переважно бріолог і альголог.

## Життєпис
Елізабетта Фьоріні народилася 1799 року в Террачині (Італія). Вона була єдиною дочкою графа Джузеппе Фьоріні і його дружини Терези і належала, як по батьківській, так і по материнській лінії, до старовинного італійського роду. Її дитинство припало на неспокійний період Наполеонівських воєн. Фьоріні втратили значну частину своїх статків, крім того, сім'ї довелося тікати з міста. Незабаром після цього померла мати Елізабетти. Попри все, дівчинка здобула гарну освіту: вона знала французьку, англійську, німецьку і латинську мови, вивчала історію, літературу та географію, а також вчилася музики і малювання.
Ще в дитинстві в Елізабетти виник інтерес до ботаніки. Їй було знайоме ім'я відомого натураліста Джованні Броккі, і коли друг сім'ї представив юну Елізабетту вченому, вона розповіла йому про своє бажання займатися природничими науками. Броккі порадив ботаніку, й Елізабетта стала його ученицею, вивчаючи під його керівництвом систему Ліннея. Коли Броккі виїхав у Єгипет, вона продовжила навчання в Ернесто Маурі, директора Римського ботанічного саду.
Свої перші ботанічні колекції Елізабетта збирала поблизу Формії, недалеко від Террачини. Знайдені зразки стали темою її першої роботи, опублікованої 1823 року. Наступною її публікацією став 1828 року додаток до раніше опублікованих томів твору Себастіані і Маурі, «Prodromo della Flora Romana»: він включав список ста дикорослих видів, раніше не описаних у регіоні. Проте основним інтересом Елізабети були мохи. Тоді в Європі з'явилися відносно доступні і якісні мікроскопи, що сприяло значному прогресу в ботаніці. 1831 року Елізабетта опублікувала свою книгу «Specimen Bryalogiae Romanae», написану повністю латинською мовою і присвячену її вчителям Броккі і Маурі. Ця робота не тільки принесла їй великий успіх як в Італії, так і за її межами, але й сприяла розвитку бріології в Європі. Крім того, Елізабетту Фьоріні обрано членкинею Туринської академії наук.
1829 року Елізабетта вийшла заміж за адвоката Луку Маццанті. У них народилося троє дітей, двоє з яких померли в ранньому віці. Однак 1841 року помер Лука, потім батько Елізабетти, а ще через рік — п'ятнадцятирічна дочка. Залишившись сама, Елізабетта удочерила і виховала племінницю свого колишнього вчителя Ернесто Маурі. Більшу частину часу Елізабетта жила в Римі, проводячи в Террачині лише літні місяці. В Римі її відвідували багато італійських та іноземних учених; з іншими вона листувалась. Так, Елізабетта підтримувала спілкування з Камілем Монтанем, Філіпом Веббом, Альфонсом Декандолем, Людвігом Рабенгорстом. Вона також брала участь у різних наукових заходах, зокрема в ботанічному конгресі 1874 року у Флоренції.
Протягом життя Елізабетта Фьоріні-Маццанті опублікувала низку праць про мохи, лишайники, водорості і грибки. Вона також була членкинею кількох наукових товариств, зокрема Папської академії, Леопольдини, Академії деї Лінчеї тощо.
Елізабетта Фьоріні-Маццанті померла 23 квітня 1879 року. На її честь названо два роди та один вид рослин і грибів.